# Baldulus montanus
Baldulus montanus är en insektsart som beskrevs av Paul W. Oman 1934. Baldulus montanus ingår i släktet Baldulus och familjen dvärgstritar. Inga underarter finns listade i Catalogue of Life.